# Oedera squarrosa
Oedera squarrosa là một loài thực vật có hoa trong họ Cúc. Loài này được (L.) Anderb. & K.Bremer mô tả khoa học đầu tiên năm 1991.